# Sherco
Sherco – hiszpańsko-francuski producent motocykli, specjalizujący się w motocyklach terenowe, trial, enduro i supermoto.
Firma została założona w 1998 roku. Motocykle typu "trial" produkowane są w hiszpańskim mieście Caldes de Montbui (ok. 30 km od Barcelony), zaś supermoto i enduro we francuskiej miejscowości Nîmes.

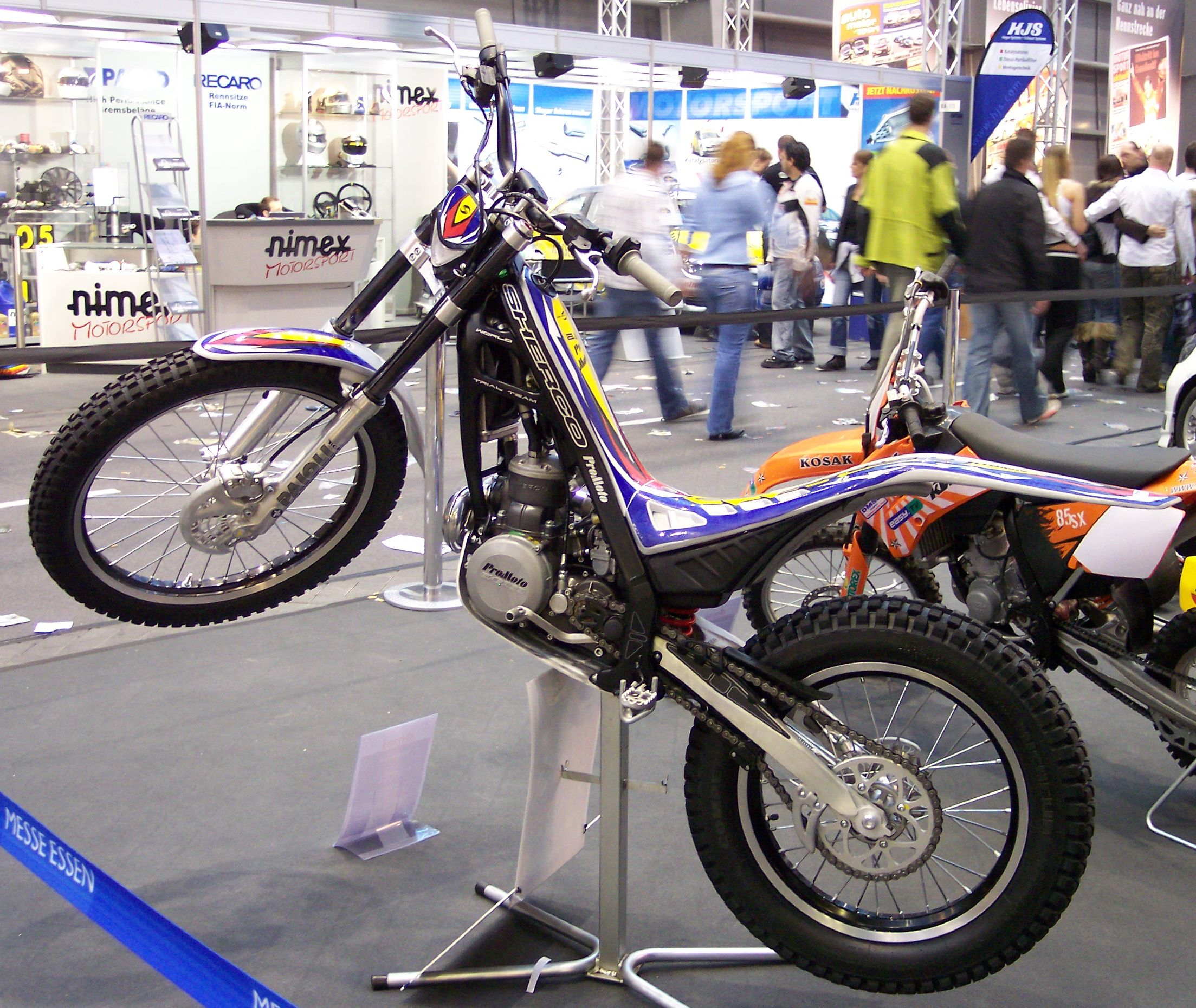
Sherco 2.9 trial
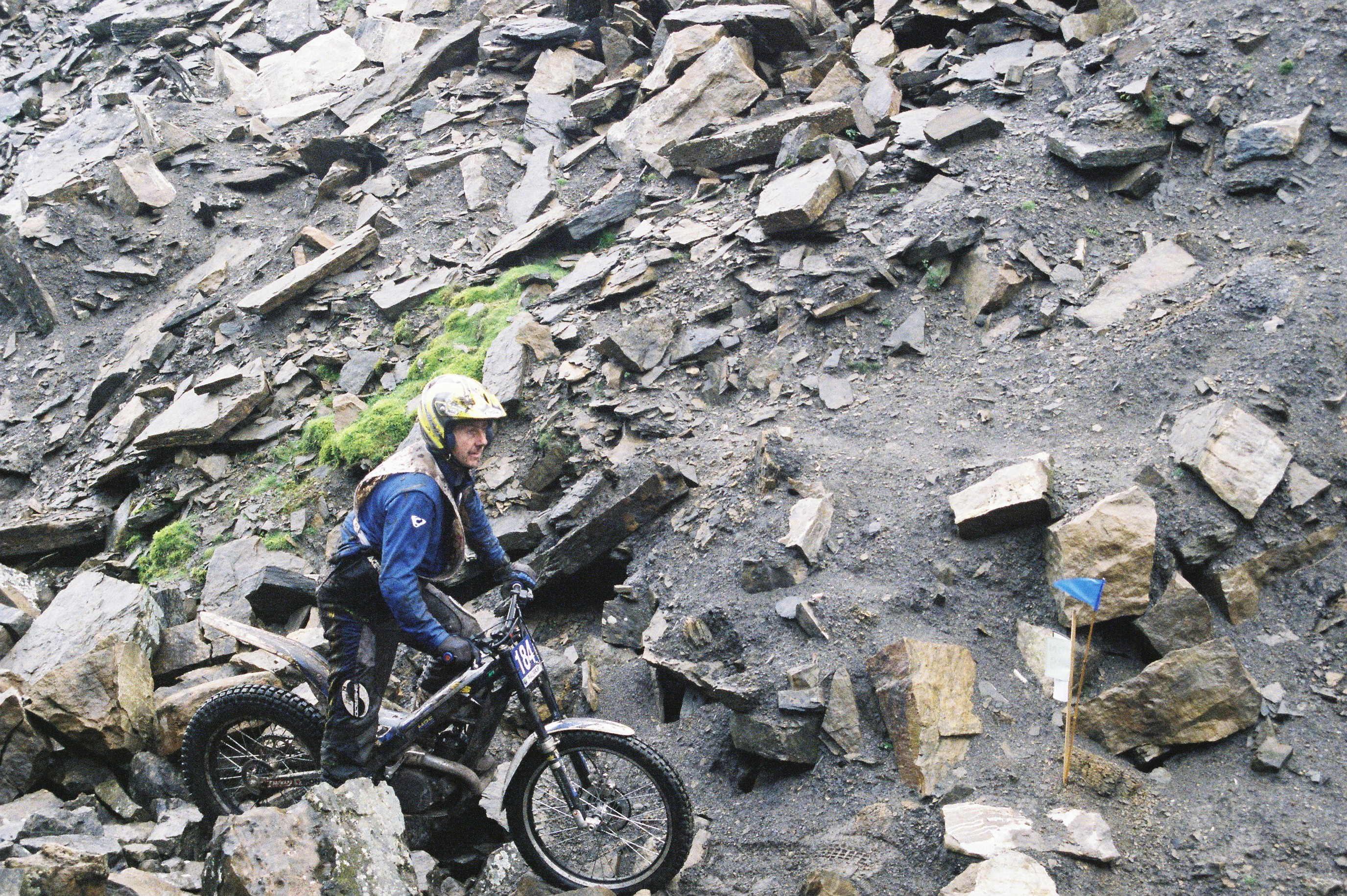
Graham Jarvis podczas zawodów Scott Trial